# Rijn-Maingebied

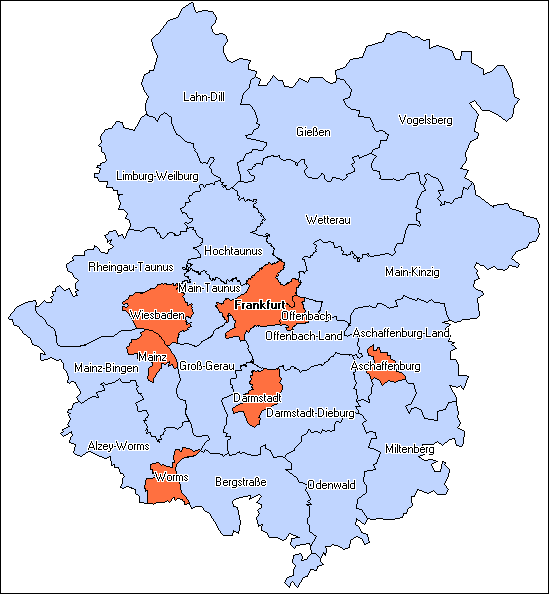
Het Rijn-Main-Gebied

Het Rijn-Maingebied (Duits: Rhein-Main-Gebiet) is een Duitse regio in de deelstaten Beieren, Hessen en Rijnland-Palts met ongeveer 5,3 miljoen inwoners. Het gebied wordt grofweg omsloten door de Rijn in het westen en de Lahn in het noorden. Aan de zuidkant ligt het Kreis Bergstraße. 
De belangrijkste plaatsen zijn: Frankfurt, Offenbach, Wiesbaden, Mainz, Worms, Darmstadt, Aschaffenburg, Gießen en Wetzlar.

Metropoolregio's in Duitsland (Rijn-Main in geel)

De centrale en gunstige ligging in het zuidwesten van Duitsland bevorderde in het midden van de 19e eeuw de industrialisatie van het gebied. Frankfurt huisvest vele hoofdkantoren van banken en verzekeringsmaatschappijen. In de omringende gebieden neemt de auto-industrie een belangrijke plaats in.